# Nicky Little
Nicky Tyrone Little (Tokoroa, 13 de setembro de 1976) é um jogador neozelandês naturalizado fijiano de rugby union que atua na posição de abertura.
Considerado um atleta "de gabarito" e um dos jogadores que fazem de Fiji uma seleção respeitável no rugby, Little é precisamente o jogador que mais pontuou (125 pontos) e jogou (14 partidas) pela seleção fijiana nas Copas do Mundo de Rugby. É o único dela que esteve em quatro edições do torneio. Na última, foi convocado mesmo sem clube  e, veterano, era a aposta do técnico para usar a experiência para conduzir os Flying Fijians.